# Ismail Mire Elmi
Ismail Mire Elmi (Lasadar, 1862 - Ogaden, 1950) était un poète et soldat somalien. Il a servi en tant que commandant dans  le royaume derviche du roi Diiriye Guure. L'aéroport international Ismail Mire porte son nom.

## Biographie
Ismail Mire a vécu une vie nomade avant de rejoindre Mohammed Abdullah Hassan, le chef de l'État derviche. En 1910, sa cavalerie et lui ont attaqué la ville de Berbera, le centre administratif des Britanniques en Somalie. Cette attaque a fait forte impression sur la population de la ville et a été une importante victoire psychologique pour l'État derviche[réf. nécessaire]. En 1913, avec Dul Madoba, il mena les troupes derviches à la victoire sur une armée britannique, tuant le commandant britannique Richard Corfield. Pour informer Mohammed Abdullah Hassan de la bataille, il lui a envoyé un poème dans lequel il a chanté la victoire.
Mire a utilisé son talent de poète pour inspirer la population à travers ses poèmes pour le Jihad contre les puissances coloniales. Lorsque sa femme s'est plainte de son absence, il a écrit un poème dans lequel il déclarait que la lutte pour son pays et sa foi était plus importante que la famille et une vie tranquille. Ses opposants somaliens ont également réagi avec des poèmes dans lesquels ils critiquaient Mire et sa lutte.
En 1920, l'État derviche fut finalement vaincu par les Britanniques lorsque la Royal Air Force bombarda la capitale Taleh et d'autres endroits importants[C'est-à-dire ?]. Hormis sa femme, toute la famille Ismail Mire est décédée. Après la défaite, sa femme et lui se sont retirés en tant que nomades dans le nord de la Somalie. Là, il a continué à critiquer les nouveaux dirigeants avec ses poèmes. Un de ses bons amis[Qui ?] a été assassiné en 1936, ce qui l'a poussé à écrire des poèmes sur cet événement. Lorsque le fils de l'homme assassiné s'est vengé de l'un des assassins en 1946, Ismail Mire a été arrêté pour incitation à la violence dans ses poèmes. Après sa libération, il a de nouveau vécu en tant que nomade. Il meurt vers 1950 dans la région d'Ogaden.